# Miyazaki Miho
Miyazaki Miho (宮崎 美穂 (Cung Kỳ Mỹ Tuệ) Miyazaki Miho, sinh ngày 30 tháng 7 năm 1993 tại Tokyo, Nhật Bản) là một nữ Idol, ca sỹ, thành viên thuộc team A của nhóm nhạc nữ Nhật Bản AKB48.

## Sự nghiệp
Năm 2007, Miho vượt qua vòng tuyển chọn thành viên thế hệ thứ năm của AKB48 và trở thành một Kenkyūsei (thực tập sinh). Tháng 7 năm 2008, cô được chọn vào team A, cùng năm đó, Miho tham gia vào đĩa đơn A-side đầu tiên trong sự nghiệp hoạt động cùng AKB48 của cô, "Ōgoe Diamond".
Tháng 2 năm 2009, Miho chuyển sang công ty quản lý Horipro, tháng 8 cùng năm, cô được chuyển đến Team B và từ năm đó cô chơi dưới số áo 30 cho đội bóng đá trong nhà XANADU loves NHC. Tháng 1 năm 2010, Miho ra mắt với tư cách diễn viên, vai diễn đầu tay của cô là một vai diễn trong bộ phim Majisuka Gakuen. Trong đợt AKB48 Tokyo Dome Shuffle tháng 8 năm 2012, Miho được chuyển đến Team K.
Cô tham dự Produce 48 cùng AKB48, dừng bước ở đêm chung kết với hạng 15.

## Tổng tuyển cử AKB48
- Hạng 18 (Senbatsu) tại Cuộc Tổng tuyển cử thứ 1, tổ chức năm 2009
- Hạng 21 (Senbatsu) tại Cuộc Tổng tuyển cử thứ 2, tổ chức năm 2010
- Hạng 27 (Under Girls) tại Cuộc Tổng tuyển cử thứ 3, tổ chức năm 2011
- Hạng 38 (Next Girls) tại Cuộc Tổng tuyển cử thứ 4, tổ chức năm 2012
- Không xếp hạng tại Cuộc Tổng tuyển cử thứ 5, tổ chức năm 2013
- Hạng 78 (Upcoming Girls) tại Cuộc Tổng tuyển cử thứ 6, tổ chức năm 2014
- Không xếp hạng tại Cuộc Tổng tuyển cử thứ 7, tổ chức năm 2015
- Hạng 78 (Upcoming Girls) tại Cuộc Tổng tuyển cử thứ 8, tổ chức năm 2016
- Không xếp hạng tại Cuộc Tổng tuyển cử thứ 9, tổ chức năm 2017
- Không xếp hạng tại Cuộc Tổng tuyển cử thứ 10, tổ chức năm 2018